# Cabangan
Cabangan (Bayan ng Cabangan) är en kommun i Filippinerna. Kommunen ligger på ön Luzon, och tillhör provinsen Zambales. Folkmängden uppgår till 18 848 invånare.

## Barangayer
Cabangan är indelat i 22 barangayer.
| - Anonang - Apo-apo - Arew - Banuanbayo (Pob.) - Cadmang-Reserva - Camiing - Casabaan - Del Carmen (Pob.) - Dolores (Pob.) - Felmida-Diaz - Laoag | - Lomboy - Longos - Mabanglit - New San Juan - San Antonio - San Isidro - San Juan (Pob.) - San Rafael - Santa Rita - Santo Niño - Tondo |